# Fatema Mernissi
Fatema Mernissi (1940-2015) var en verdenskendt marokkansk feministisk forfatter og sociolog samt filosof.
Fatema Mernissi er kendt som den vigtigste repræsentant for den islamiske feminisme. Hun var først og fremmest interesseret i at forså kvinders rolle i Islam, og hun argumenterede for ligestilling på baggrund af koranen. Således mente hun, at koranen gav grundlag for ligestilling mellem mænd og kvinder, men at denne tanke var gledet ud af den historiske islam, der var blevet kvindeundertrykkende.
Hun er blevet en vigtig inspiration for mange muslimske feminister i hele verden, og i 2004 modtog hun Erasmus prisen. Hendes bøger er oversat til mere end 30 sprog, og mange af hendes bøger er oversat til engelsk. Hendes bog ‘Grænseløse drømme’ er oversat til dansk.

## Bøger på fransk og engelsk
- 1975: Beyond the Veil: Male-Female Dynamics in a Muslim Society. revised ed. 1985, 1987, reprinted London: Saqi Books. ISBN 0-86356-412-7
- 1983: Le Maroc raconté par ses femmes.
- 1984: L’amour dans les pays musulmans
- 1985: Femmes du Gharb
- 1987: Le harem politique – Le Prophète et les femmes (trans. 1992: The Veil and the Male Elite: A Feminist Interpretation of Islam. New York: Basic Books. ISBN 978-0201-63221-7)
- 1988: Shahrazad n’est pas marocaine
- 1990: Sultanes oubliées – Femmes chefs d’Etat en Islam (trans. 1993: Forgotten Queens of Islam)
- 1992: La Peur-Modernité
- 1993: Women’s Rebellion and Islamic Memory
- 1994: The Harem Within (retitled. 1995: Dreams of Trespass – Tales of a Harem Girlhood New York: Perseus Books. ISBN 0-201-48937-6)
- 1997: Les Aït-Débrouille
- 1998: Etes-vous vacciné contre le Harem?
- 2001: Scheherazade Goes West. New York: Washington Square Press. ISBN 0-7434-1243-5
- 2002: Islam and Democracy: Fear of the Modern World. New York: Basic Books. ISBN 0-7382-0745-4
- 2009: Les Femmes Du Maroc. Brooklyn: PowerHouse Books. ISBN 1-57687-491-5

## Bøger på dansk
- 1994: Grænseløse drømme. Centrum, ISBN 87-583-0840-7